# Tadeusz Baniewicz
Tadeusz Baniewicz (ur. 6 czerwca 1879 w Lublinie zm. 13 stycznia 1974 w Podkowie Leśnej) — polski inżynier elektryk, współtwórca miasta ogrodu Podkowa Leśna, długoletni dyrektor Warszawskiej Kolei Dojazdowej.

## Życiorys
Urodził się 6 czerwca 1879 w Lublinie, w rodzinie zawodowego wojskowego. Po ukończeniu gimnazjum klasycznego wyjechał do Warszawy i uzyskał w 1905 dyplom inżyniera w Warszawskim Instytucie Politechnicznym. Podjął prace jako inżynier do spraw sieci i ruchu w Biurze Tramwajów Warszawskich. Po uruchomieniu w 1908 elektrycznych tramwajów w Warszawie kontynuował studia elektrotechniczne w Brukseli,  Frankfurcie nad Menem i Hamburgu.
W 1910 ożenił się z Janiną Mrajską i małżonkowie przeprowadzili się do Wilna gdzie Baniewicz zaprojektował linię tramwajowe dla miasta. W 1912 podjął pracę w rosyjskiej filii firmy Siemens-Schuckert w Petersburgu. W 1918 powrócili do Polski i zamieszkali w Warszawie.
W 1920 kierował pracą Wydziału Studiów budowy kolei elektrycznych w spółce "Siła i Światło". Przygotowywał projekty linii tramwajowych dla Zagłębia Dąbrowskiego oraz linii kolei Warszawa-Młociny. W 1923 został dyrektorem w Elektrycznych Kolejach Dojazdowych.
Tadeusz Baniewicz wraz z Januszem Regulskim i Stanisławem Lilpopem założyli w 1925 spółkę „Miasto Ogród Podkowa Leśna Spółka z ograniczoną odpowiedzialnością”, której celem była sprzedaż działek budowlanych. Był to początek miasta-ogrodu Podkowa Leśna.
Baniewicz należał do Towarzystwa Urbanistów Polskich, przewodniczył sekcji Komunikacyjnej i w 1966 został jego Członkiem Honorowym
W czasie okupacji należał do Komitetu Pomocy dla Rannych Powstańców i Uchodźców z Warszawy. W jego willi "Krychów" w Podkowie Leśnej leczeni byli ranni z powstania warszawskiego i była tu filia Szpitala Wolskiego a po 2 października 1944 centrala tego szpitala.
Jedyna córka Krystyna urodziła się w Wilnie w 1911 i została żona profesora Kazimierza Michałowskiego.
Zmarł 13 stycznia 1974 w Podkowie Leśnej i pochowany jest na cmentarzu w Brwinowie.